# U-100号潜艇 (1940年)
U-100号（德語：U 100）是纳粹德国战争海军建造的二十四艘VII-B型潜艇（或称U艇）之一。它由基尔的日耳曼尼亚船厂承建，于1940年4月10日下水，至同年5月30日交付使用。第二次世界大战期间，该艇曾执行过六次巡逻作战，共击沉25艘、击伤4艘和全损1艘同盟国或中立国舰船，累积总吨位为155,048吨。1941年3月17日，U-100号在冰岛东南方向的北大西洋遭英国两艘驱逐舰的深水炸弹袭击后最终被范诺克号撞沉，造成艇内38名官兵阵亡、仅6人幸存。

## 设计
由于原有VII-A型潜艇的燃料容量有限而导致航程不足，战争海军于1936年又设计建造了24艘VII-B型潜艇作为改进版。为了提高操纵性和转向性能，他们在两副螺旋桨后部设计了两片舵，并增大舵面面积。VII-B型艇的内部空间更大，因此可在外部鞍状水舱内多装载33吨燃油。这种燃料舱是“自动加注”的——当柴油不断被消耗时，海水也不断进入该水舱以补偿浮力。艇艏和艇艉还设有纵倾平衡水舱，通过调整两端水量来防止潜艇在水下可能产生的纵倾和横摇。作为VII-B型艇，U-100号的全长增加了两米，达到66.50米，舷宽6.20米、高9.5米，并有4.74米的吃水深度，水上和水下排水量分别为753吨和857吨。该艇采用双轴设计，具有两副直径为1.23米的三叶螺旋桨。动力由两台日耳曼尼亚生产的F46型六缸四冲程1,400匹公制馬力（1,000千瓦特）涡轮增压柴油机用于水面运行，以及两台布朗-博韦里提供的GG UB 720/8型375匹公制馬力（280千瓦特）双作用电动发电机用于水下航行；水面最高航速17.9節（33.2每小時），水下8節（15每小時）；能够在水面以10節（19每小時）航速续航8,700海里（16,100），或以4節（7.4每小時）连续在水下航行90海里（170）而无需充电。
武器装备方面，U-100号装备有五具内置式鱼雷发射管——艇艏四具、艇艉一具。相较于VII-A型艇，其艇艉的鱼雷发射管设计在耐压壳体内部、两片舵之间，鱼雷可以由此向外发射。在轮机舱甲板下方还配备了用于艇艉的鱼雷装填系统，耐压壳体与甲板室之间一前一后还设计有外置鱼雷贮存装置，因此U-100号的鱼雷储备和发射能力也得以提升，可携带14枚G7型鱼雷或最多26枚TMA型水雷（TMB型则为39枚）。此外，该艇还搭载有一门配备220发弹药的88毫米35式速射炮以及一门配备1,195发弹药20毫米30式高射炮作为甲板炮。其标准船员编制为4名军官及40－56名水兵。

## 历史
1937年12月15日，海军造舰局根据《英德海军协定》的要求，再度将四艘VII-B型潜艇（U-99至U-102号）的建造合同发包予基尔的日耳曼尼亚船厂。其中U-100号于1939年5月22日开始铺设龙骨，建造序列为594。经过仅一年的建造，它于1940年4月10日下水，至同年5月30日在曾担任U-3和U-19号艇长的海军上尉约阿希姆·舍普克的指挥下交付使用。完成海试后，该艇加入驻基尔的第7潜艇区舰队，先是在波罗的海进行战备训练，然后于1940年8月作为前线艇移驻德占法国的圣纳泽尔，直到1941年3月17日被击沉。与当时大多数德国U艇一样，U-100号在瞭望塔上漆有专属的艇徽：一只正在爬坡的黑豹。
第二次世界大战期间，U-100号曾执行过六次作战巡逻，共击沉25艘、击伤4艘和全损1艘同盟国或中立国舰船，累积总吨位为155,048吨。

### 第一次巡逻

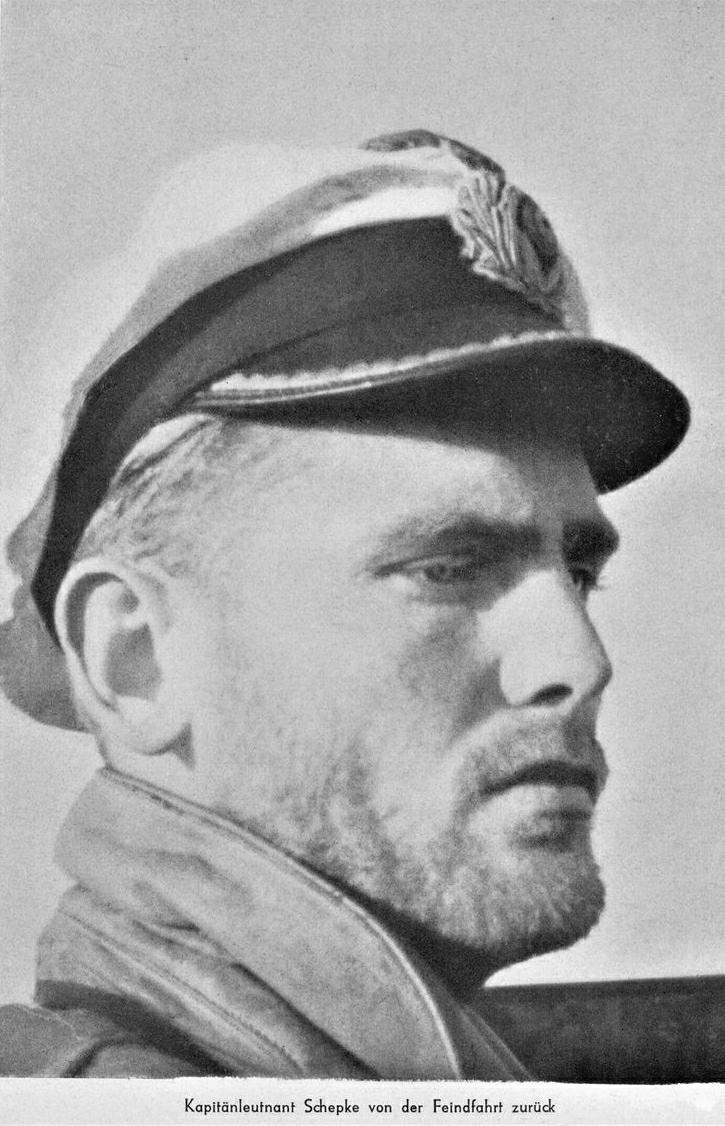
U-100号的唯一一任指挥官、王牌艇长约阿希姆·舍普克

U-100号的全部六次巡逻都是在其唯一一任艇长、海军上尉舍普克的指挥下进行的。他于1940年8月9日16:00首次率艇从基尔出发，开启自己的王牌艇长之路。穿过威廉皇帝运河并在布伦斯比特尔担任护航后，该艇经由北海海峡南下北大西洋前往德占法国的洛里昂。经过为期二十四天、水面3,888海里（7,201）、水下161海里（298）的航行后，它于9月1日18:50抵达，沿途共击沉6艘、击伤1艘商船。首个受害者是无护航的英国货船帝国商人号（Empire Merchant）：8月16日09:27，当它在布拉迪角以西约186海里（344）处以16節（30每小時）的速度沿“之字形”航线行驶时，被U-100号发射的两枚鱼雷击中右舷。第一枚鱼雷击中空置的4号货舱，第二枚则击中稍靠前的位置。后部货舱的进水导致帝国商人号从船艉下沉，并立刻向右舷倾侧5°。45名船员、2名炮手（该船装备一门4英寸和一门12磅炮）和9名乘客（包括妇孺）随即开始分乘两艘右舷救生艇弃船，而船长和一名无线电操作员则留在后面发送求救信号，然后才跳下船。大约15分钟后，该船缓缓向右舷翻转并垂直沉没。幸存者发现潜艇在附近浮出水面，他们很奇怪为什么没有被德国人盘问。他们显然没有注意到U-100号是如何因操作失误而突然再次紧急下潜的，当时舍普克独自站在艇桥上，被迫从外面关闭司令塔的舱门。他紧紧抓住潜望镜的挡板，直到潜艇重新浮出水面。在作战日志中，舍普克认为救生艇上的幸存者看到德国U艇指挥官处于如此尴尬的境地一定是一幕有趣的景象。但U艇总司令部并不觉得好笑。8月25日19:12，U-100号在罗科尔以东发射鱼雷，击中无护航的英国货轮牙买加先锋号（Jamaica Pioneer）。舍普克曾先后于19:08和19:30分别发射两枚鱼雷，但均告射失。当鱼雷於19:34再次命中后，潜艇发射了55发炮弹试图击沉该船，但都未命中，牙买加先锋号最终于20:12分遭第三枚鱼雷的“致命一击”击沉。
8月29日00:23，U-100号在血丘西北148海里（274）处向盟军OA-204号护航队发动袭击，首先击中英国货船哈蒂斯米尔号（Hartismere）和达布莱尔号（Dalblair）。后者被击中右舷舯部，十分钟后沉没；前者则是右舷舰桥下方中鱼雷，但仍可由英国扫雷舰拾穗者号护送至克莱德湾。一个多小时后，护航队中的阿斯特拉二号（Astra II）也于01:40在同一位置被舍普克以鱼雷击沉。03:36，从护航队掉队的瑞典货船阿莉达·戈登号（Alida Gorthon）又被U-100号发射的第二枚鱼雷击中轮机舱，在托里岛西北约250海里（460）处迅速沉没。该舰此前已于03:16被第一枚鱼雷击中。至04:27，舍普克完成是次巡逻的最后一击，发射鱼雷命中同样从OA-204号护航队掉队的英国货轮帝国驼鹿号（Empire Moose），使之沉没在布拉迪角西北约130海里（240）处。

### 第二次巡逻
U-100号于9月11日离开洛里昂执行第二次巡逻，前往北海海峡以西和爱尔兰岛周边的北大西洋游弋。十天后的23:10，舍普克在布拉迪角以西约340海里（630）处首次袭击了从哈利法克斯驶向利物浦的HX-72号护航队，并报告击沉了英国两艘9,000总吨的轮船、油轮托里尼亚号（Torinia）和另一艘轮船。事实上，卡诺内萨号、托里尼亚号和达尔凯恩号（Dalcairn）都被鱼雷击中，并在当晚全部沉没。至翌日00:22，身处HX-72护航队第91号阵位的英国货轮帝国航空兵号在大约相同的位置遭U-100号发射的一枚鱼雷击伤。该船起初被拖走，但延至9月23日沉没。00:50，轮到护航队中的另一艘英国货船学者号（Scholar）遇袭，遭U-100号以鱼雷击中舰桥附近，起火并严重侧倾。它也先是被拖走，延至9月24日遭弃，后由军方人员凿沉。01:52，船队中的英国油轮弗雷德里克·S·菲尔斯号（Frederick S. Fales）左舷船艉被舍普克的两枚鱼雷击中，五分钟后从艉部沉没。挪威货轮西姆拉号（Simla）是船队中第七艘遇袭的成员，于02:14遭U-100号的一枚鱼雷击中右舷舰桥前部，并在伊尼什特拉哈尔岛以西约600海里（1,100）处迅速沉没。随后，舍普克于02:57试图用最后一枚鱼雷攻击英国货轮普特尼山号（Putney Hill），但未能命中，反而被对方的三轮火炮击退。经过为期十五天、水面3,074海里（5,693）、水下34海里（63）的航行后，该艇于9月25日10:45返抵洛里昂。

### 第三次巡逻
在第三次巡逻中，U-100号于10月12日14:00从洛里昂出发，前往北海海峡以西和爱尔兰周边的北大西洋游弋，至10月23日11:20返回。在这次为期十二天、水面2,610海里（4,830）、水下25海里（46）的航行，舍普克共袭击了两支护航队的6艘船。10月18日20:21，SC-7号护航队内的英国货轮谢卡蒂卡号（Shekatika）首先在罗科尔东南约90海里（170）处被U-123号发射的一枚鱼雷击中船舯部，七分钟后又在舰桥下遭到一击，但两次遇袭均未造成太大影响。当U-99号于20:30浮出水面时，也在300米开外进行了同样的操作，其艇长奧托·克雷奇默上尉有点生气，因为他追击的是同一艘船，但计划攻击的时间稍晚了数分钟。在船员们登上木筏弃船后，U-123号于20:46再向该船发射“致命一击”，然后离开了这艘缓慢下沉的货轮。23:17，U-100号抵达现场，也向被遗弃的谢卡蒂卡号发射了一枚鱼雷，但对方依然维持漂浮，直到U-123号于翌日02:44才终于将其击沉。同一天，荷兰货船布克洛号（Boekelo）从SC-7号护航队中掉队，因为它营救了贝亚图斯号的幸存者，后者于21:03被U-46号击沉。23:37，它在56°40′N 10°45′W / 56.667°N 10.750°W处被U-100号发现并以鱼雷击伤，延至19日01:31才遭U-123号击沉。18日23:08，U-101号又在罗科尔东北方袭击SC-7护航队，造成两艘9,500吨的船只沉没，一艘6,000吨的船只受损。但根据盟军的消息，此时只有英国货船布莱尔斯佩号被一两枚鱼雷击中，落在护航队后面。次日02:50分，U-100号再发射两枚鱼雷击中这艘掉队者，但得益于装载木材，严重受损的布莱尔斯佩号仍然能漂浮在水面上，幸而获救。
10月20日00:15，U-100号在罗科尔西南约150海里（280）处向HX-79号护航队纵列内的两艘油轮发射了两枚鱼雷，分别击中麦秆虫号（Caprella）和西塔拉号（Sitala），它们在被鱼雷击中后起火，随后沉没。00:31，舍普克在向另一艘油轮发射鱼雷却错失后，受到对方的火炮回击，但U-100号毫发无损。至07:20，无护航的英国货轮洛蒙德湖号（Loch Lomond）在罗科尔西南被舍普克发射的鱼雷击中，它是为了营救此前遭U-38号击沉的马泰兰号（Matheran）的幸存者而从HX-79号船队中掉队。U-100号于14:15开始炮击这艘被遗弃的货轮，直到在发射了79发炮弹后沉没。

### 第四次巡逻
11月7日11:30，U-100号离开洛里昂执行第四次巡逻，继续前往北海海峡以西和爱尔兰周边的北大西洋游弋。十二天后，舍普克于09:51发现了一支英国护航队。U-47号根据其报告在三小时后抵达现场，发射了五枚鱼雷，但全部未命中。11月23日，U-100号对从布雷顿角岛悉尼驶向利物浦的SC-11号护航队发动攻击，并以一己之力击沉和全损对方阵中的7艘商船。首个受害者是英国货船朱斯提提亚号（Justitia），它于00:18被舍普克的一枚鱼雷击中船舯部，在布拉迪角以西约160海里（300）处沉没。01:01，荷兰货船奥特马瑟姆号（Ootmarsum）被U-100号从600米外发射的一枚鱼雷击中，立即从船艏沉没。它沉得如此之快，护航队指挥官甚至都没有意识到船已经沉没了。英国货船布拉德法因号（Bradfyne）紧接着于01:17被舍普克发射的一枚鱼雷命中船舯部，沉没于罗科尔东南。04:14，挪威货船布鲁泽号（Bruse）遭U-100号发射的一枚鱼雷击中，断成两截。后半部分沉没，但几天后发现前半部分仍在，货物完好无损，于是被拖到岸边卸货，但船体无法修复，只得拆解。二十二分钟后，舍普克发射的鱼雷击中挪威货船萨洛尼卡号（Salonica）左舷舯部，致使其沉没。到了早上08:02，英国货船莱塞·马士基号也在罗科尔以西约120海里（220）处遭U-100号以鱼雷击沉。SC-11号船队中的荷兰货船比瑟姆号（Bussum）则是当天夜里21:05在托里岛以西约90海里处被U-100号的最后一枚鱼雷击中船艏，随后在55°37′N 08°42′W / 55.617°N 8.700°W处沉没。一艘护航驱逐舰立即发射的照明弹迫使舍普克紧急下潜，并在随后投掷深水炸弹造成潜艇的水听器失效。经过为期二十一天、水面3,046海里（5,641）、水下116海里（215）的航行后，U-100号于11月27日返抵洛里昂。

### 第五次巡逻
U-100号的第五次巡逻于12月2日从洛里昂出发，前往爱尔兰西部的北大西洋游弋。经过为期三十一天、水面4,042海里（7,486）、水下182海里（337）的航行后，该艇于1941年1月1日经由布伦斯比特尔和威廉皇帝运河返抵基尔，期间共击沉3艘英国货船。12月14日08:16，两天前刚与OB-256号护航队分离、无护航的凯尔格伦号（Kyleglen）在罗科尔以西约300海里（560）处被舍普克发射的一枚鱼雷击中左舷舯部。他观察到这艘被误认为是帝国山谷号（Imperial Valley）的船只从艉部下沉，船员乘坐救生艇弃船。随后，潜艇于09:06从艇艉鱼雷管再发射一枚鱼雷，击中对方左舷后桅下方，导致其从船尾迅速沉没。当晚19:55，同样从OB-256号护航队分离的大戟号（Euphorbia）在罗科尔以西约310海里（570）处遭U-100号发射的鱼雷击中右舷船艏。潜艇于大约四小时前在能见度不佳的情况下发现了这艘货船，并于19:48发射了第一枚鱼雷，但未击中目标。舍普克观察到对方起火并停船，于是他在附近等待，但当火焰熄灭后，尽管海浪汹涌，大戟号仍然维持漂浮。该船直到20:28遭到第三枚鱼雷的“致命一击”击中船舯后部才迅速沉没。12月18日20:20，无护航的万吨级货轮纳皮尔之星号（Napier Star）被U-100号从罗卡尔西偏北约321海里（594）处发射的两枚鱼雷中的一枚击中船舯部。舍普克从10:43便开始跟踪该船，直到对方于20:49遭“致命一击”后从船艉沉没。这是U-100号服役生涯中的最后一记战功，此次任务结束后，它从1941年1月2日至3月8日驶入基尔的造船厂接受大修。

### 第六次巡逻

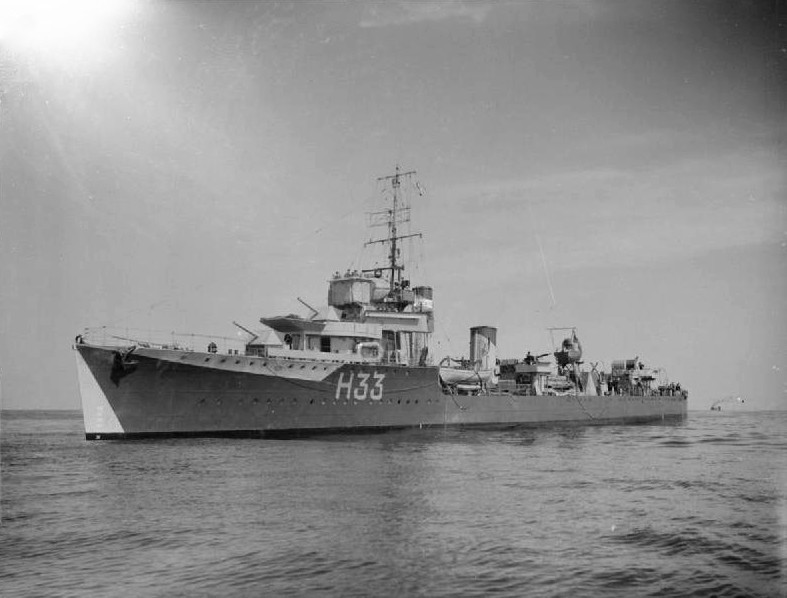
撞沉U-100号的英国驱逐舰范诺克号

1941年3月9日，U-100号在舍普克的指挥下离开基尔执行第八次巡逻，穿越威廉皇帝运河后前往冰岛东南部的北大西洋游弋，从此再未归航。该艇于3月16日上午通过法罗群岛，至下午16:00发现了从哈利法克斯驶向利物浦的HX-112号护航队。舍普克无法立即攻击对方，因为一艘护航驱逐舰已经脱离编队，并高速转向潜艇。后者潜入70米深的水下，驱逐舰试图进行定位，但由于船队发出的众多噪音而未能成功。入夜后，U-100号重新浮出水面，以便在黎明前攻击船队。17日凌晨01:30，英国驱逐舰步行者号通过潜艇探索器（Asdic）与U-100号发生接触。舰长呼叫另一艘驱逐舰范诺克号，并朝150米的深度投下九枚深水炸弹。当爆炸声过去后，它再次识别到潜艇的位置，并在朝更深的位置又投下八枚深水炸弹。范诺克号到达后，也能够定位U-100号并立即投下六枚深水炸弹，深度分别设置为45米、75米和150米。步行者号随后转向营救船队中遇袭的幸存者，但范诺克号继续搜寻。它再次通过Asdic取得接触，并投掷了另外六枚相同深度设置的深水炸弹。
这二十九枚深水炸弹有部分在U-100号附近引爆。爆炸摧毁了仪器，使泵瘫痪，并导致严重的水侵入。潜艇失去控制，艇艉率先沉入近230米的深度。由于担心艇体会内爆，且寄望自己能用鱼雷击中范诺克号，舍普克命令轮机长排空所有潜水舱并浮出水面。U-100号于03:00左右出现。此时步行者号已重新与范诺克号会合，后者的雷达操作员收到了925米开外的信号。大约同一时间，舍普克也发现了范诺克号，对方正高速接近并准备实施撞击。为了调转方向和能够发射鱼雷，他下令全力加速，但柴油机没有启动，电动机最初也无法正常运作。当发动机终于启动时，舍普克意外地命令全速前进而非全速倒车，从而失去了最后一次发射鱼雷的机会。
舍普克认为范诺克号会从艇艉掠过，但他判断错误。范诺克号关闭了发动机，将对自身的伤害降至最低，并于03:18以与炮塔完全垂直的角度撞向U-100号。舍普克高呼下令弃艇，这是他的最后一句话。范诺克号巨大锋利的撞角将他压死在艇桥上。U-100号立即在61°04′N 11°30′W / 61.067°N 11.500°W处沉没，成为二战中第一艘被雷达定位后遭击沉的潜艇。在营救了被U-99号以鱼雷击中的货轮J·B·怀特号（J.B. White）上的37名幸存者后，步行者号也冲上来，保护性地绕着范诺克号转圈，同时将U-100号的幸存者从水中捞出。后者共38名官兵阵亡、仅6人被俘。

## 袭击历史摘要
| 日期           | 船名                  | 船籍 | 吨位   | 结局 |
| -------------- | --------------------- | ---- | ------ | ---- |
| 1940年8月16日  | 帝国商人号            | 英国 | 4,864  | 击沉 |
| 1940年8月25日  | 牙买加先锋号          | 英国 | 5,471  | 击沉 |
| 1940年8月29日  | 达布莱尔号            | 英国 | 4,608  | 击沉 |
| 1940年8月29日  | 哈蒂斯米尔号          | 英国 | 5,498  | 击伤 |
| 1940年8月29日  | 阿斯特拉二号          | 英国 | 2,393  | 击沉 |
| 1940年8月29日  | 阿莉达·戈登号         | 瑞典 | 2,373  | 击沉 |
| 1940年8月29日  | 帝国驼鹿号            | 英国 | 6,103  | 击沉 |
| 1940年9月21日  | 卡诺内萨号            | 英国 | 8,286  | 击沉 |
| 1940年9月21日  | 托里尼亚号            | 英国 | 10,364 | 击沉 |
| 1940年9月21日  | 达尔凯恩号            | 英国 | 4,608  | 击沉 |
| 1940年9月22日  | 帝国航空兵号          | 英国 | 6,586  | 击沉 |
| 1940年9月22日  | 学者号                | 英国 | 3,940  | 击沉 |
| 1940年9月22日  | 弗雷德里克·S·菲尔斯号 | 英国 | 10,525 | 击沉 |
| 1940年9月22日  | 西姆拉号              | 挪威 | 6,031  | 击沉 |
| 1940年10月18日 | 谢卡蒂卡号            | 英国 | 5,458  | 击伤 |
| 1940年10月18日 | 布克洛号              | 荷蘭 | 2,118  | 击伤 |
| 1940年10月19日 | 布莱尔斯佩号          | 英国 | 4,155  | 击伤 |
| 1940年10月20日 | 麦秆虫号              | 英国 | 8,230  | 击沉 |
| 1940年10月20日 | 西塔拉号              | 英国 | 6,218  | 击沉 |
| 1940年10月20日 | 洛蒙德湖号            | 英国 | 5,452  | 击沉 |
| 1940年11月23日 | 朱斯提提亚号          | 英国 | 4,562  | 击沉 |
| 1940年11月23日 | 布拉德法因号          | 英国 | 4,740  | 击沉 |
| 1940年11月23日 | 奥特马瑟姆号          | 荷蘭 | 3,628  | 击沉 |
| 1940年11月23日 | 布鲁泽号              | 挪威 | 2,205  | 全损 |
| 1940年11月23日 | 萨洛尼卡号            | 挪威 | 2,694  | 击沉 |
| 1940年11月23日 | 莱塞·马士基号         | 英国 | 3,136  | 击沉 |
| 1940年11月23日 | 比瑟姆号              | 荷蘭 | 3,636  | 击沉 |
| 1940年12月14日 | 凯尔格伦号            | 英国 | 3,670  | 击沉 |
| 1940年12月14日 | 大戟号                | 英国 | 3,380  | 击沉 |
| 1940年12月18日 | 纳皮尔之星号          | 英国 | 10,116 | 击沉 |

## 脚注
1. 1 2  加洛普，第72頁.
2. ↑  威廉生，第10頁.
3. 1 2  Gröner 1991，第43–44頁.
4. 1 2 3 4  . U-Boot-Archiv.   [2024-09-13]. （原始内容存档于2024-09-13）.
5. ↑  Högel，第52頁.
6. 1 2  Helgason, Guðmundur. . German U-boats of WWII - uboat.net.   [2024-09-13].
7. 1 2  Helgason, Guðmundur. . German U-boats of WWII - uboat.net.   [2024-09-13]. （原始内容存档于2024-09-21）.
8. ↑  Helgason, Guðmundur. . German U-boats of WWII - uboat.net.   [2024-09-13]. （原始内容存档于2024-09-21）.
9. ↑  Helgason, Guðmundur. . German U-boats of WWII - uboat.net.   [2024-09-13]. （原始内容存档于2020-09-23）.
10. ↑  Helgason, Guðmundur. . German U-boats of WWII - uboat.net.   [2024-09-13]. （原始内容存档于2021-01-20）.
11. ↑  Helgason, Guðmundur. . German U-boats of WWII - uboat.net.   [2024-09-13]. （原始内容存档于2020-10-31）.
12. ↑  Helgason, Guðmundur. . German U-boats of WWII - uboat.net.   [2024-09-13]. （原始内容存档于2021-01-16）.
13. ↑  Helgason, Guðmundur. . German U-boats of WWII - uboat.net.   [2024-09-13]. （原始内容存档于2020-11-29）.
14. ↑  Helgason, Guðmundur. . German U-boats of WWII - uboat.net.   [2024-09-13]. （原始内容存档于2021-01-16）.
15. ↑  Helgason, Guðmundur. . German U-boats of WWII - uboat.net.   [2024-09-13]. （原始内容存档于2020-10-31）.
16. ↑  Helgason, Guðmundur. . German U-boats of WWII - uboat.net.   [2024-09-13]. （原始内容存档于2020-08-07）.
17. ↑  Helgason, Guðmundur. . German U-boats of WWII - uboat.net.   [2024-09-13]. （原始内容存档于2020-08-07）.
18. ↑  Helgason, Guðmundur. . German U-boats of WWII - uboat.net.   [2024-09-13]. （原始内容存档于2020-08-07）.
19. ↑  Helgason, Guðmundur. . German U-boats of WWII - uboat.net.   [2024-09-13]. （原始内容存档于2021-03-05）.
20. ↑  Helgason, Guðmundur. . German U-boats of WWII - uboat.net.   [2024-09-13]. （原始内容存档于2020-08-07）.
21. ↑  Helgason, Guðmundur. . German U-boats of WWII - uboat.net.   [2024-09-13]. （原始内容存档于2021-04-10）.
22. ↑  Helgason, Guðmundur. . German U-boats of WWII - uboat.net.   [2024-09-13]. （原始内容存档于2021-03-01）.
23. ↑  Helgason, Guðmundur. . German U-boats of WWII - uboat.net.   [2024-09-13]. （原始内容存档于2024-09-21）.
24. 1 2  Helgason, Guðmundur. . German U-boats of WWII - uboat.net.   [2024-09-18]. （原始内容存档于2022-05-24）.
25. ↑  Helgason, Guðmundur. . German U-boats of WWII - uboat.net.   [2024-09-18]. （原始内容存档于2020-11-29）.
26. ↑  Helgason, Guðmundur. . German U-boats of WWII - uboat.net.   [2024-09-18]. （原始内容存档于2020-11-25）.
27. ↑  Helgason, Guðmundur. . German U-boats of WWII - uboat.net.   [2024-09-18]. （原始内容存档于2020-09-30）.
28. ↑  Helgason, Guðmundur. . German U-boats of WWII - uboat.net.   [2024-09-19]. （原始内容存档于2024-09-21）.
29. ↑  Helgason, Guðmundur. . German U-boats of WWII - uboat.net.   [2024-09-19]. （原始内容存档于2024-09-21）.
30. ↑  Helgason, Guðmundur. . German U-boats of WWII - uboat.net.   [2024-09-19]. （原始内容存档于2024-09-21）.
31. 1 2  Helgason, Guðmundur. . German U-boats of WWII - uboat.net.   [2024-09-19]. （原始内容存档于2024-09-21）.
32. ↑  Helgason, Guðmundur. . German U-boats of WWII - uboat.net.   [2024-09-19]. （原始内容存档于2020-10-25）.
33. ↑  Helgason, Guðmundur. . German U-boats of WWII - uboat.net.   [2024-09-19]. （原始内容存档于2021-01-19）.
34. ↑  Helgason, Guðmundur. . German U-boats of WWII - uboat.net.   [2024-09-19]. （原始内容存档于2021-03-04）.
35. ↑  Helgason, Guðmundur. . German U-boats of WWII - uboat.net.   [2024-09-19]. （原始内容存档于2020-09-19）.
36. ↑  Helgason, Guðmundur. . German U-boats of WWII - uboat.net.   [2024-09-19]. （原始内容存档于2020-09-20）.
37. ↑  Helgason, Guðmundur. . German U-boats of WWII - uboat.net.   [2024-09-19]. （原始内容存档于2020-09-19）.
38. ↑  Helgason, Guðmundur. . German U-boats of WWII - uboat.net.   [2024-09-19]. （原始内容存档于2020-10-01）.
39. ↑  Helgason, Guðmundur. . German U-boats of WWII - uboat.net.   [2024-09-20]. （原始内容存档于2024-09-21）.
40. ↑  Helgason, Guðmundur. . German U-boats of WWII - uboat.net.   [2024-09-20]. （原始内容存档于2021-01-23）.
41. ↑  Helgason, Guðmundur. . German U-boats of WWII - uboat.net.   [2024-09-20]. （原始内容存档于2021-01-26）.
42. ↑  Helgason, Guðmundur. . German U-boats of WWII - uboat.net.   [2024-09-20]. （原始内容存档于2021-01-19）.
43. ↑  Busch & Röll，第22–23頁.
44. 1 2 3  Blair，第312頁.
45. ↑  Helgason, Guðmundur. . German U-boats of WWII - uboat.net.   [2024-09-04]. （原始内容存档于2020-12-03）.